# Vienna Capitals
A Vienna Capitals egy osztrák jégkorongcsapat, a klub az EBEL-ben játszik.

## Jelenlegi keret
| Támadók | Támadók            |
| ------- | ------------------ |
| 6       | Rafael Rotter      |
| 7       | Kevin Kraxner      |
| 9       | Cory Larose        |
| 10      | Philipp Pinter     |
| 12      | David Rodman       |
| 15      | Francois Fortier   |
| 16      | Daniel Nageler     |
| 22      | Marcel Rodman "A"  |
| 25      | Benoit Gratton "C" |
| 47      | Harald Ofner       |
| 81      | Silvio Jakobitsch  |
| 86      | Christian Dolezal  |
| 96      | Martin Ulmer       |

| Védők | Védők             |
| ----- | ----------------- |
| 2     | Peter Schweda     |
| 4     | Philippe Lakos    |
| 8     | Francois Bouchard |
| 18    | Martin Oraze      |
| 19    | Youssef Riener    |
| 20    | Peter Casparsson  |
| 27    | Jeremy Rebek      |
| 28    | Dan Bjornlie      |

| Kapusok | Kapusok        |
| ------- | -------------- |
| 31      | Adam Hauser    |
| 30      | Daniel Kickert |
| 1       | Matt Zaba      |

## Sikerek
- EBEL-győztesek (2): 2005, 2017